# No lo llames amor... llámalo X
No lo llames amor... llámalo X es una comedia de 2011, protagonizada, entre otros, por Mariano Peña, Adriana Ozores, Javier Gutiérrez, Julián López, Paco León, Kira Miró y Ana María Polvorosa.

## Sinopsis
Tras casi veinte años de sequía creativa, el director de cine porno Pepe Fons decide que le debe a su público una última película. Aunque su público, la verdad, es que no le ha pedido nada. Es así como nace la mayor producción española de cine porno de la historia: El Alzamiento Nacional. Pepe tiene un sueño; revivir sus años dorados como director y que la guerra civil española tenga, por fin, una película X que le haga justicia. Lo que no sabe es que, en este entorno tan poco dado al romanticismo, rodeado de sexo y de personajes extremos y patéticos, vivirá las tres historias de amor más bonitas que pueda recordar.

## Reparto
| Elenco                | Personaje                  | Elenco              | Personaje                |
| --------------------- | -------------------------- | ------------------- | ------------------------ |
| Mariano Peña          | Pepe Fons                  | Ana María Polvorosa | Lourdes Hinojosa         |
| Julián López          | Lino Aguilar               | Eduardo Gómez       | Elorza                   |
| Adriana Ozores        | María Navarrete/Rita Evans | Sophie Evans        | Tatiana Dark             |
| Javier Gutiérrez      | Lino Aguilar               | Miguel Rellán       | Padre militar de Lourdes |
| Kira Miró             | Saray de la Isla           | Carlos Areces       | Franco                   |
| Javier Mora           | Rafa Francés               | Javier Cansado      | Presentador              |
| Paco León             | Fermín Macho               | Silvia Casanova     | Adelaida                 |
| Juan Navas            | Director Banco             | Javier Laorden      | Empleado Banco           |
| Sergio Pineda         | Cajero Banco               | César Sarachu       | Cura                     |
| Fernando Otero        | Chus                       | Max Cortés          | Max Cortés               |
| David S. Olivas       | Maestro de ceremonias      | Claudio Pascual     | Doctor                   |
| Elisa Sánchez         | Doña Concha                | David Silveira      | Niño iglesia             |
| José Luis Abel        | Encargado club             | Jesús Sáiz          | Viejo 1                  |
| Quiliano de la Fuente | Viejo 2                    | Borja Roldán        | Sonidista Lino           |
| Tato Loché            | Operador Lino              | Gonzalo Hilario     | Encargado Club           |
| Jacqueline Bonilla    | Camarera Hotel             | Diana De María      | Actriz Tetánic           |